# Анатолиј Березовој
Анатолиј Николаевич Березовој (рус. Анатолий Николаевич Березовой; Енем, 11. април 1942 — Москва, 20. септембар 2014) био је совјетски космонаут.

## Биографија
Рођен је у Енему који се данас налази у Русији. Оженио се и имао је двоје деце. Дипломирао је на Академији Ваздушне снаге.
Изабран је за космонаута 27. априла 1970. године. Летео је у свемир на броду Сојуз Т-5. У пензију је отишао 1992. године због здравствених разлога, након што је задобио повреде као жртва оружане пљачке.